# ريتشارد جونسون (لاعب كريكت)
ريتشارد جونسون (بالإنجليزية: Richard Johnson)‏ (13 أكتوبر 1829 - 1 مايو 1851 في المملكة المتحدة) هو لاعب كريكت بريطاني (وحمل سابقاً جنسية المملكة المتحدة لبريطانيا العظمى وأيرلندا). لعب مع نادي جامعة كامبريدج للكريكيت ‏.